# T型十字架

T型十字架

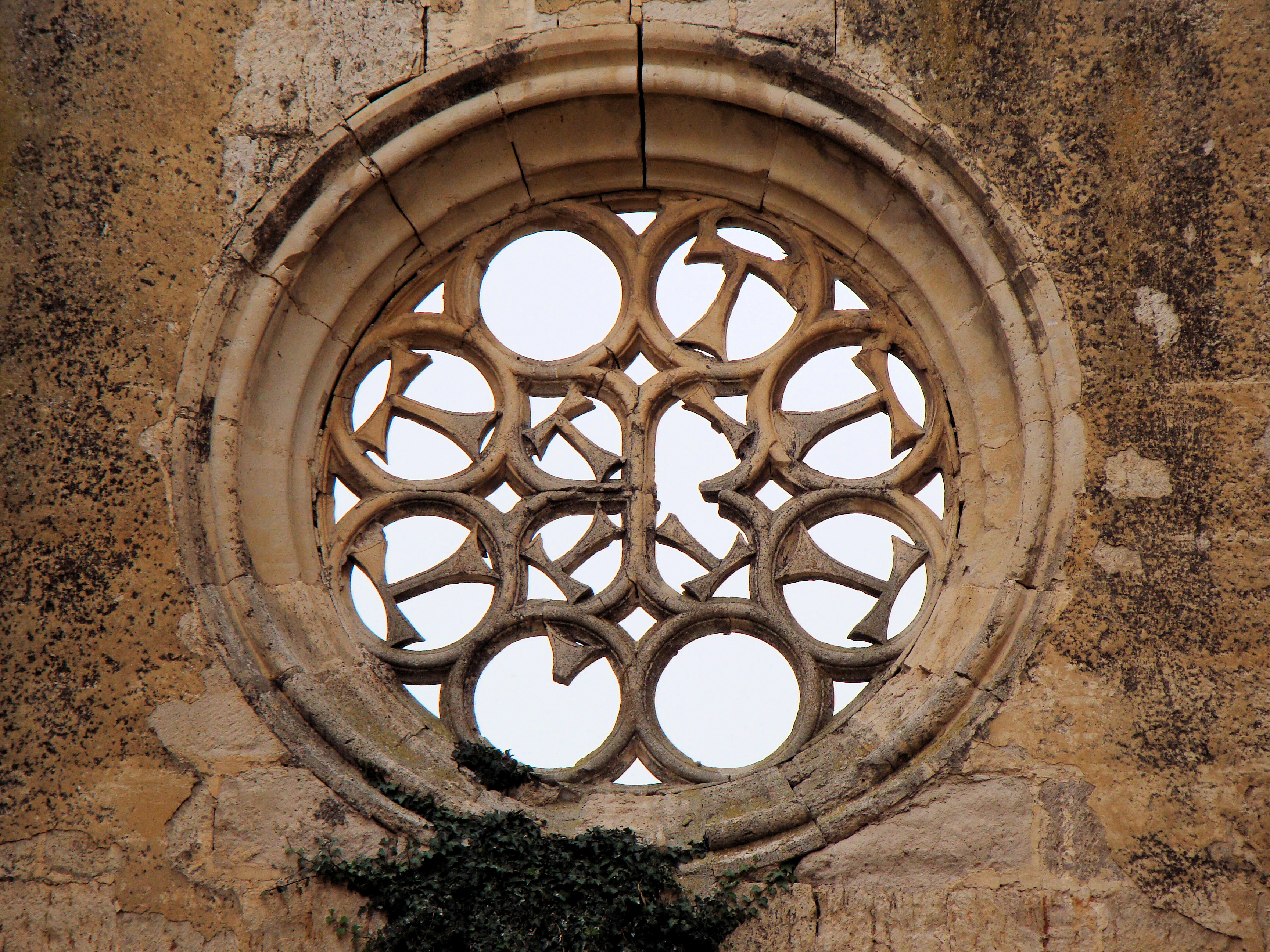
西班牙一座哥特教堂的窗子，上有T型十字架作为装饰

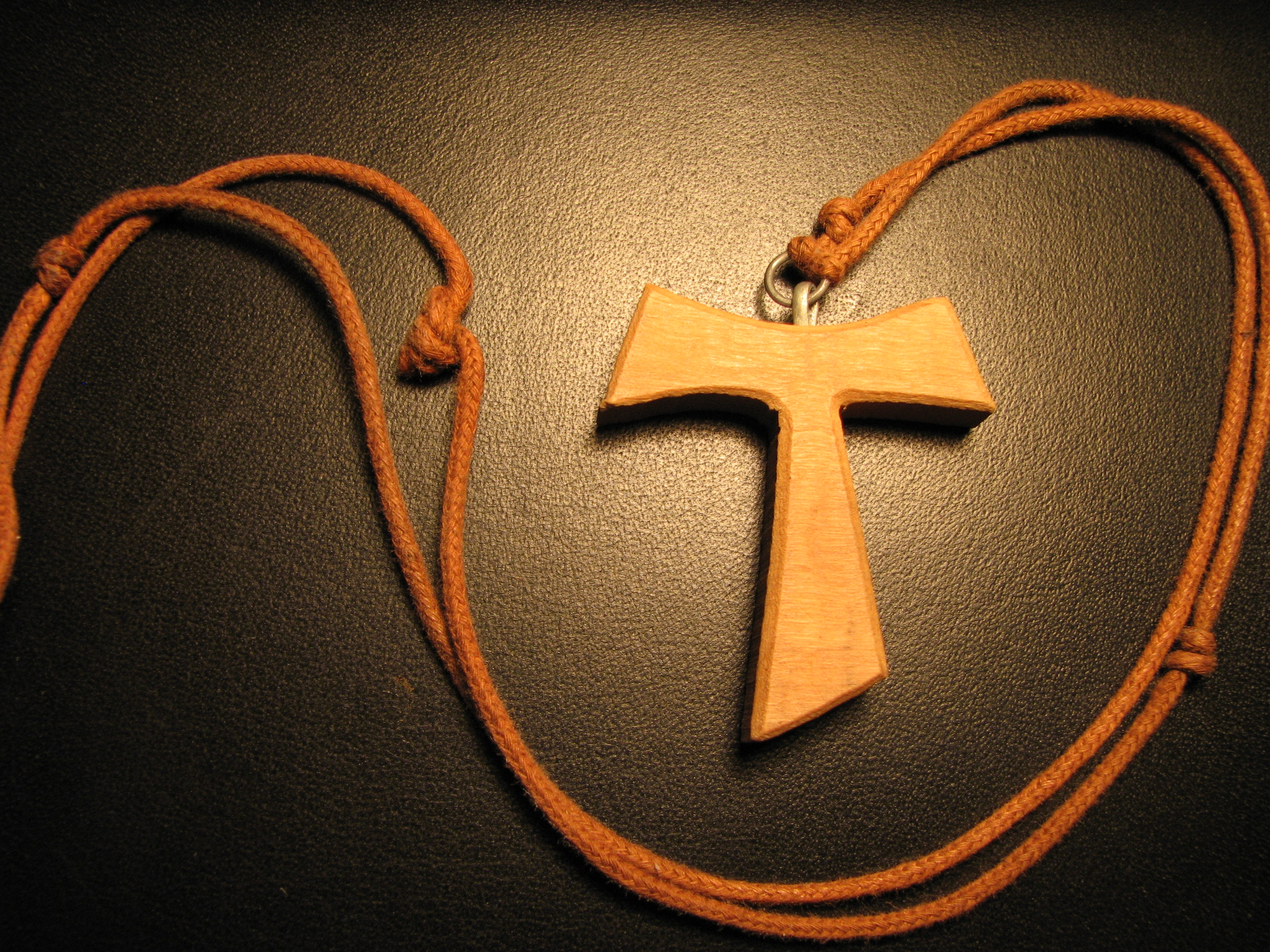
方济各会的T型十字架

T型十字架（Tau Cross），又称 安东尼十字架、Tau十字架或埃及十字架。其中Tau十字架的名字源自希腊文第十九个字母τ（音“涛”），同时也是希伯来文最后一个字母Taw。

## 历史

### 基督教出现以前
T型纹饰作为一个表意符号，在石器时代的岩刻和绘画上就经常出现。在中东的神话时代，T型十字代表世界末日。据说古代有一个叙利亚统治者，把T型十字架挂在胸前。有人认为T型十字架继承于埃及的生命之符，因此它也被称作埃及十字。

### 基督教符号
在希伯来文献中提到过，先知以西结（《圣经旧约》中《以西结书》的作者）曾经把这个符号画在信众的额头上。后世《圣经启示录》中也把它当做一种被救赎的信徒的标志。《以西结书》9:4中上帝对以西结说：“你去走遍耶路撒冷全城，那些因城中所行可憎之事叹息哀哭的人，画记号在额上。” （《以西结书》9:4）其中“记号”一词的英文原文就是“Tau Cross”）
后来它被用在一种僧侣的手杖上面。在基督教艺术品中，圣安东尼（Anthony the Great or Antony the Great，约ca. 251–356，来自埃及的基督教圣徒，被认为是第一位修道士，号称所有修道士之父，Father of All Monks）常常手执这样一根木棒，因此久而久之，T型十字逐渐成了他的个人标志，因此T型十字也称圣安东尼十字。后世以圣安东尼命名的修道会主要承担起了照料病人的工作。14世纪时时圣安东尼修会在欧洲修建了350座医院，有很多人得到了他们的救助，当时人么认为圣安东尼有治疗病人的神力。圣安东尼修会的僧侣身着黑色僧侣袍，外套是一个有浅蓝色T型十字架的黑色大衣。
T型十字架也是圣方济各修会的标志。1215年，教皇英诺森三世召开了第四次拉特兰会议，在组织第五次十字军东征的同时宣布了一系列教规和戒律，其中有对T型十字架的一番论述。此后，基督教世界的另外一位圣人，圣佛朗西斯科把它作为宽恕和救赎的标志。后世的圣佛朗西斯科修道会（圣方济各修会）把这一传统延续下去。

## 现代
德国吉森大学是由圣安东尼修会所建，在1609年，吉森大学用一个蓝色银底的T型十字作为自己的纹章。1957年，吉森市也用了同样的标志作为自己的市徽，只是颜色变成了黄色蓝底。